# Johan Versluis
Johan Versluis (Dordrecht, 16 augustus 1983) is een Nederlandse voormalig betaald voetballer. De verdediger speelde als prof van 2005 tot en met 2012 voor FC Dordrecht.

## Carrière
Versluis begon in zijn jeugd bij SSW in Dordrecht. Hierna ging hij naar de jeugd van Feyenoord om in het seizoen 2003/04 voor de jeugd van Willem II te gaan spelen. Vanaf 2004 speelt hij weer in zijn geboortestad: eerst voor de beloftes van FC Dordrecht en vervolgens voor het eerste elftal. Op 30 september 2005 maakte hij zijn debuut in het betaalde voetbal. Na rust nam hij de plaats in van Bart van Muyen in de uitwedstrijd tegen Go Ahead Eagles (2-1). Zijn eerste doelpunt in het betaalde voetbal maakte Versluis op 11 augustus 2006 in de thuiswedstrijd tegen FC Omniworld (3-0). In de 24e minuut schoot hij een vrije trap in het doel.
In het seizoen 2006/07 werkte Versluis zich op tot basisspeler. Dit leverde hem een contractaanbieding op van FC Dordrecht, waar hij nog op amateurbasis speelde. Hij tekende voor vier seizoenen.
In juli 2008 was er sprake van dat Versluis naar Olimpi Roestavi in Georgië zou gaan. Door problemen bij het verkrijgen van de nodige papieren en het uitbreken van de Russisch-Georgische Oorlog rond in Zuid-Ossetië ketste deze transfer af. In augustus 2009 tekende hij bij tot en met juli 2012. Op 16 oktober 2012 beëindigde hij zijn loopbaan omdat bij hem hartproblemen geconstateerd waren.
Versluis ging terug naar zijn jeugdclub SSW en speelde vervolgens nog voor VV Heerjansdam (2013/14), VV Sliedrecht (2014/16) en kort bij SVW (2016). Hij trainde in de jeugd van FC Dordrecht en werd in 2016 assistent-trainer bij het eerste team. Dat combineerde hij vanaf 2017 met DRL waar hij speler-trainer is. Na DRL speelde hij in 2019/20 nog bij SC Emma en in 2020/21 bij weer bij SSW. Hij beëindigde zijn carrière in 2021.

## Clubstatistieken
| Seizoen | Club         | Duels | Goals | Competitie     |
| ------- | ------------ | ----- | ----- | -------------- |
| 2005/06 | FC Dordrecht | 11    | 0     | Eerste divisie |
| 2006/07 | FC Dordrecht | 23    | 1     | Eerste divisie |
| 2007/08 | FC Dordrecht | 16    | 0     | Eerste divisie |
| 2008/09 | FC Dordrecht | 32    | 5     | Eerste divisie |
| 2009/10 | FC Dordrecht | 34    | 4     | Eerste divisie |
| 2010/11 | FC Dordrecht | 17    | 0     | Eerste divisie |
| 2011/12 | FC Dordrecht | 29    | 0     | Eerste divisie |
| 2012/13 | FC Dordrecht | 2     | 0     | Eerste divisie |
| Totaal  |              | 163   | 10    |                |